# Akron (anatomia)
Akron (gr. akros ‘czubek’, ‘koniuszek’), płat przedgębowy (łac. archicephalon) – przedgębowy odcinek ciała zarodków stawonogów, niesegmentowany lub zlany, niewyodrębniony, odpowiednik prostomium pierścienic i pazurnic. U dorosłych postaci owadów jest zlany z przednią częścią głowy, w stadium embrionalnym również nie jest wyodrębniony.